# 巴鲁瓦地区隆日维尔
巴鲁瓦地区隆日维尔（法語：Longeville-en-Barrois，法語發音：[lɔ̃ʒvil ɑ̃ baʁwa]）是法国默兹省的一个市镇，属于巴勒迪克区。

## 地理
巴鲁瓦地区隆日维尔（48°44'33"N, 5°12'38"E）面积15.44 平方千米，位于法国大東部大區默兹省，该省份为法国西北部内陆省份，北与比利时接壤，西接马恩省和阿登省，南至上马恩省和孚日省，东临默尔特-摩泽尔省。
与巴鲁瓦地区隆日维尔接壤的市镇（或旧市镇、城区）包括：巴勒迪克、蒙普洛讷、雷松、萨沃尼耶尔-德旺巴尔、锡尔蒙、塔努瓦。

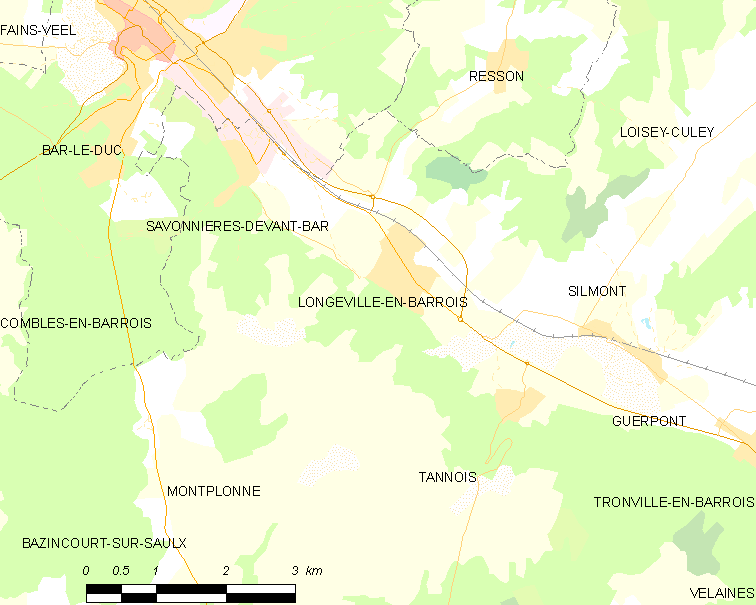
巴鲁瓦地区隆日维尔的OSM定位图

巴鲁瓦地区隆日维尔的时区为UTC+01:00、UTC+02:00（夏令时）。

## 行政
巴鲁瓦地区隆日维尔的邮政编码为55000，INSEE市镇编码为55302。

## 政治
巴鲁瓦地区隆日维尔所属的省级选区为巴勒迪克第一县。

## 人口

1962-2008年间巴鲁瓦地区隆日维尔人口变化图示

巴鲁瓦地区隆日维尔于2022年1月1日时的人口数量为1092人。